# Blechbüchsenviertel

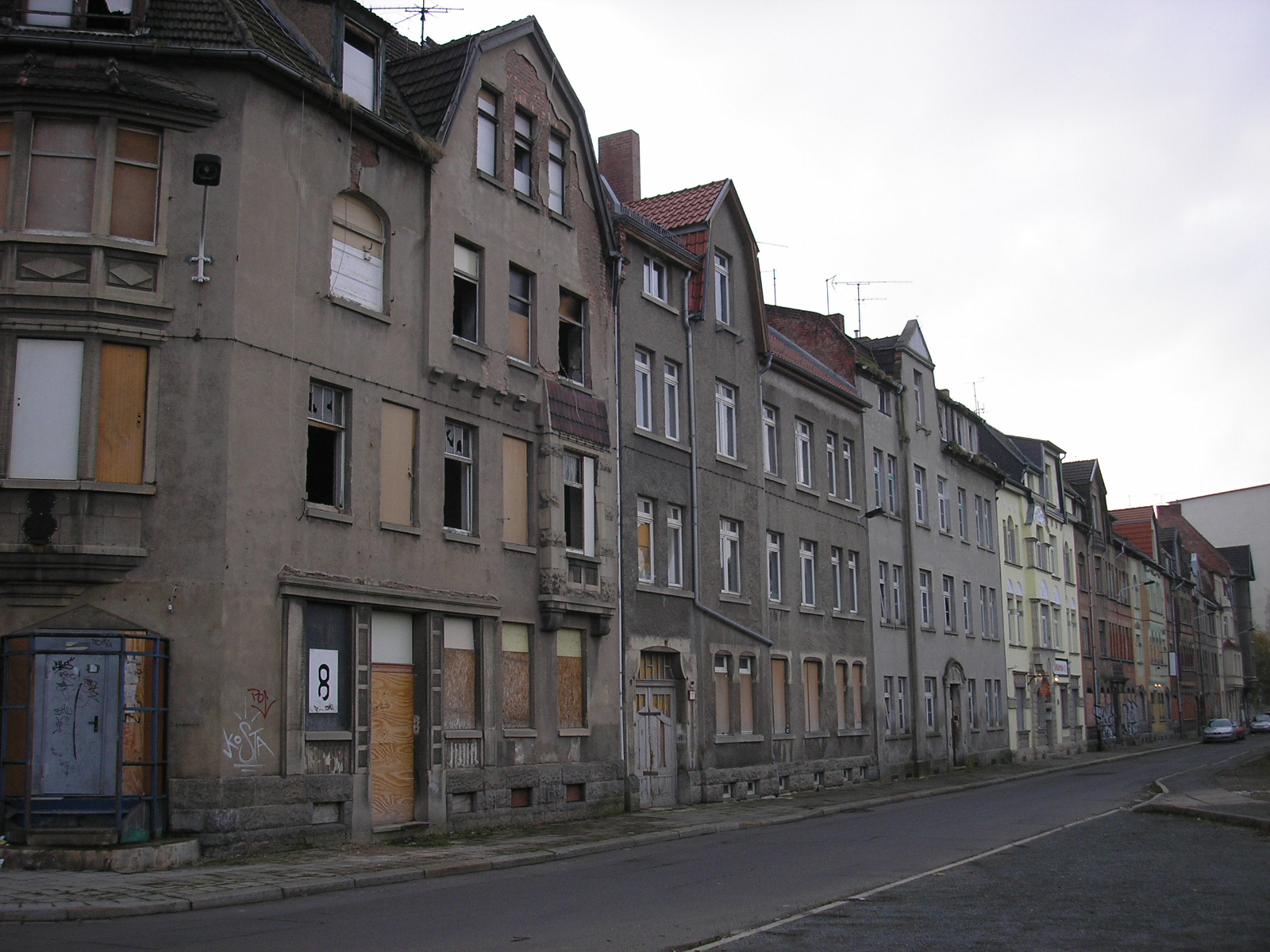
Die Metallstraße, eine der letzten typischen „Blechbüchsenviertel“-Straßen

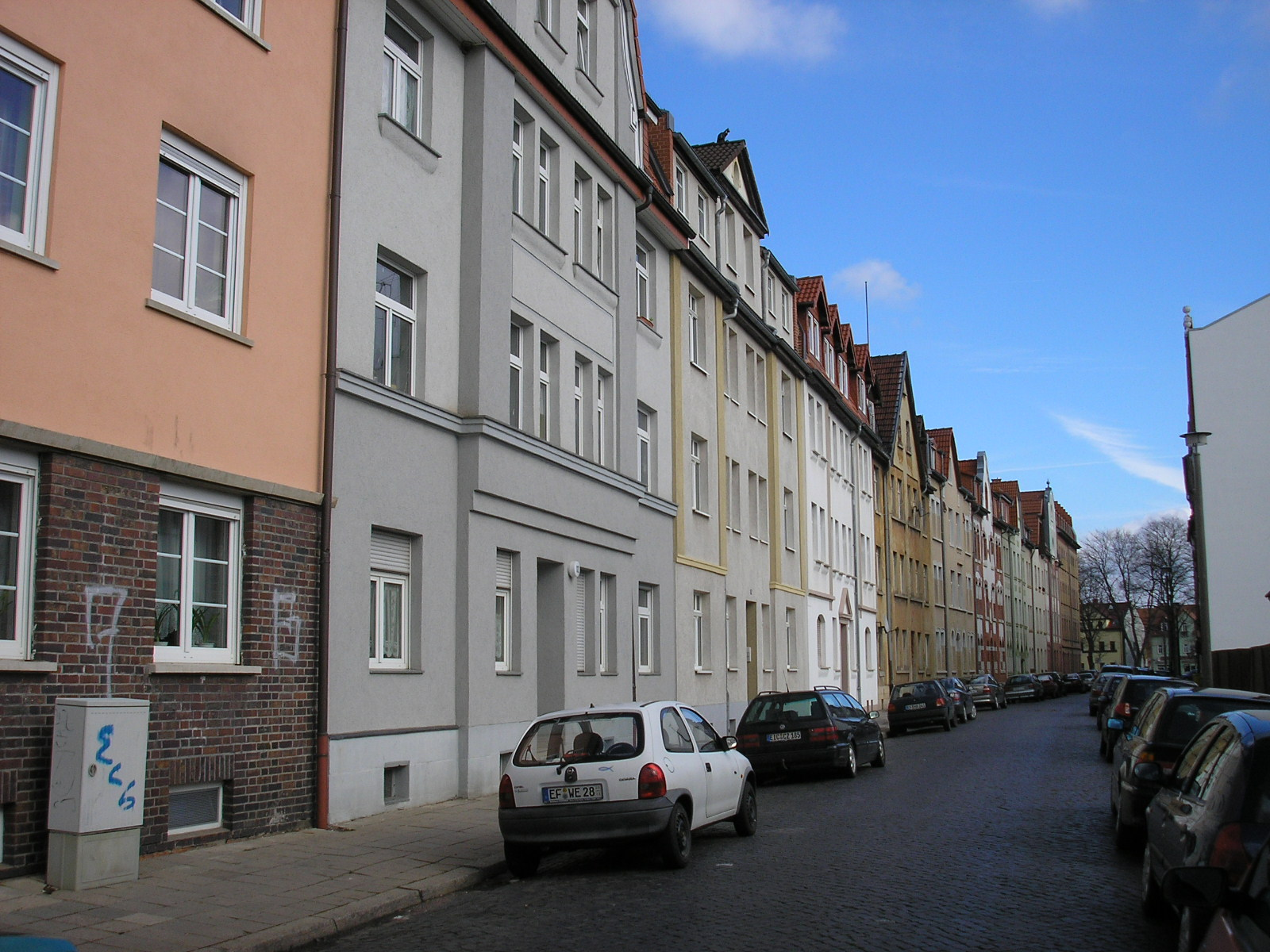
Die Braunstraße wirkt auch noch trist, die Häuser haben jedoch seit der Wiedervereinigung schon etwas Farbe abbekommen

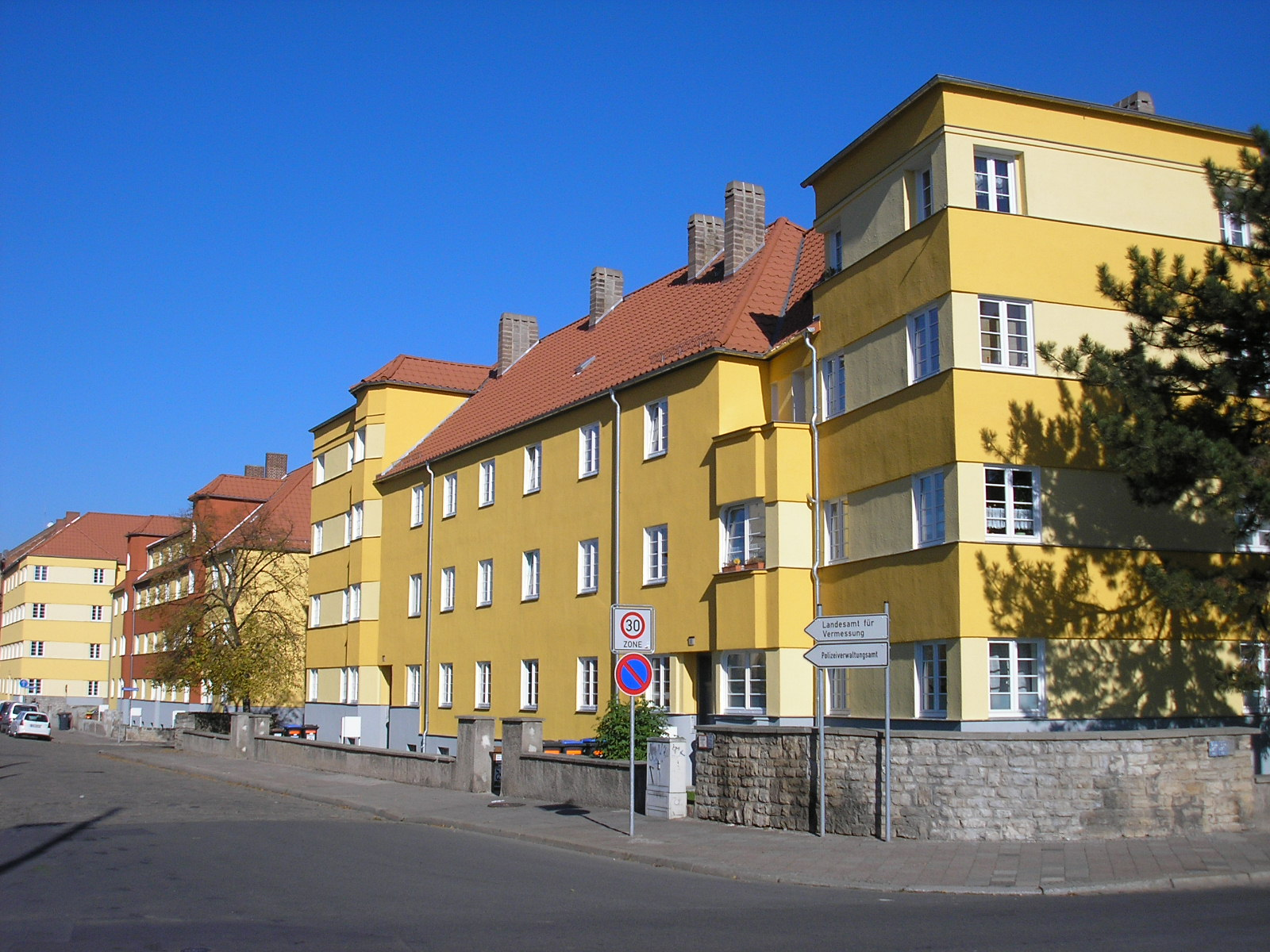
Das Jacobsenviertel mit Kommunalwohnungen, errichtet 1925, um die Wohnungsnot der Arbeiter zu lindern

Der Begriff Blechbüchsenviertel bezeichnet seit der Wende in der regionalen Mundart die alten Arbeiterviertel im Norden und Nordosten der Thüringer Landeshauptstadt Erfurt. Sie entstanden zur Zeit des deutschen Kaiserreichs, als im Gebiet Armut und prekäre Verhältnisse vorherrschten. Gelindert wurde die Situation erst durch verschiedene soziale Projekte der 1920er-Jahre, etwa die Anlage des Nordbads sowie kommunalen Wohnungsbau, beispielsweise im Hanseviertel oder im Jacobsenviertel und durch gemeinnützige Bauvereine wie z. B. für das Tiergartenviertel.
Die Herkunft des Wortes ist nicht belegt, so könnte es sich von Kindern des Viertels ableiten, die kein Spielzeug hatten und deshalb auf der Straße mit Blechbüchsen spielten. Ein traditionsreicher Fußballverein des Viertels ist der 1902 gegründete FC Erfurt Nord.
Kern des „Blechbüchsenviertels“ ist Ilversgehofen, ein Stadtteil, in dem 2006 23 % aller Wohnungen leer standen. Dort befinden sich auch große Industrieflächen, die teilweise brach liegen sowie die Metallstraße, die Rotlichtmeile Erfurts. Daneben zählen auch Teile von Johannesvorstadt, Krämpfervorstadt und Andreasvorstadt zum Blechbüchsenviertel, wobei diese Bezeichnung heute auf Grund der Aufwertung der entsprechenden Viertel nach der Wiedervereinigung im Vergleich zu Ilversgehofen nicht mehr oft angewendet wird.